# Њу Ефингтон (Јужна Дакота)
Њу Ефингтон (енгл. New Effington) град је у америчкој савезној држави Јужна Дакота.

## Демографија
По попису из 2010. године број становника је 256, што је 23 (9,9%) становника више него 2000. године.
| Група             | 2000.       | 2010.       |
| Белци             | 170 (73,0%) | 148 (57,8%) |
| Афроамериканци    | 0 (0,0%)    | 1 (0,4%)    |
| Азијати           | 0 (0,0%)    | 0 (0,0%)    |
| Хиспаноамериканци | 0 (0,0%)    | 2 (0,8%)    |
| Укупно            | 233         | 256         |